# Sportvereinigung Bayer 04 Leverkusen 1976-1977
Questa voce raccoglie le informazioni riguardanti la Sportvereinigung Bayer 04 Leverkusen nelle competizioni ufficiali della stagione 1976-1977.

## Stagione
Nella stagione 1976-1977 il Bayer Leverkusen, allenato da Willibert Kremer, concluse il campionato di 2. Bundesliga al 10º posto. In Coppa di Germania il Bayer Leverkusen fu eliminato al terzo turno dal Werder Brema.

## Rosa
| N. |                     | Ruolo | Calciatore            |
| -- | ------------------- | ----- | --------------------- |
|    | Germania (bandiera) | P     | Fred-Werner Bockholt  |
|    | Germania (bandiera) | P     | Hubert Makel          |
|    | Germania (bandiera) | D     | Manfred Eickerling    |
|    | Germania (bandiera) | D     | Jürgen Gelsdorf       |
|    | Germania (bandiera) | D     | Peter Klimke          |
|    | Germania (bandiera) | D     | Walter Posner         |
|    | Germania (bandiera) | D     | Willi Rehbach         |
|    | Germania (bandiera) | D     | Hans-Jürgen Scheinert |
|    | Germania (bandiera) | C     | Bernd Elfering        |
|    | Germania (bandiera) | C     | Peter Hermann         |

| N. |                     | Ruolo | Calciatore             |
| -- | ------------------- | ----- | ---------------------- |
|    | Germania (bandiera) | C     | Hans-Werner Marx       |
|    | Germania (bandiera) | C     | Willi Quasten          |
|    | Germania (bandiera) | C     | Theodor Rieländer      |
|    | Germania (bandiera) | C     | Peter Surbach          |
|    | Germania (bandiera) | C     | Norbert Ziegler        |
|    | Germania (bandiera) | A     | Dieter Herzog          |
|    | Germania (bandiera) | A     | Gerhard Kentschke      |
|    | Germania (bandiera) | A     | Frank-Michael Schonert |
|    | Germania (bandiera) | A     | Hubert Tenbrink        |

## Organigramma societario
Area tecnica
- Allenatore: Willibert Kremer
- Allenatore in seconda:
- Preparatore dei portieri:
- Preparatori atletici:

## Calciomercato

### Sessione estiva
| Acquisti | Acquisti        | Acquisti             | Acquisti |
| R.       | Nome            | da                   | Modalità |
| -------- | --------------- | -------------------- | -------- |
| D        | Jürgen Gelsdorf | Arminia Bielefeld    |          |
| C        | Peter Hermann   | Alemannia Aquisgrana |          |
| A        | Dieter Herzog   | Fortuna Düsseldorf   |          |
| A        | Hubert Tenbrink | Erkenschwick         |          |

| Cessioni | Cessioni            | Cessioni      | Cessioni |
| R.       | Nome                | a             | Modalità |
| -------- | ------------------- | ------------- | -------- |
| D        | Mathias Hemmersbach | BC Efferen    |          |
| A        | Hermann Klebs       | Villingen     |          |
| A        | Wilfried Klinge     | Göttingen     |          |
| A        | Norbert Sobbe       | 1. FC Viersen |          |

### Sessione invernale
| Acquisti | Acquisti | Acquisti | Acquisti |
| R.       | Nome     | da       | Modalità |
| -------- | -------- | -------- | -------- |

| Cessioni | Cessioni | Cessioni | Cessioni |
| R.       | Nome     | a        | Modalità |
| -------- | -------- | -------- | -------- |

## Risultati

### 2. Bundesliga

#### Girone di andata
| Arbitro: | Meijerink |

|                |           |             |
| Hegekötter 35’ | Marcatori | 74’ Hermann |

| Arbitro: | Wahmann |

|                               |           |                     |
| Rehbach 2’ (rig.) Hermann 62’ | Marcatori | 26’ Klinger 67’ Elm |

| Arbitro: | Heymann |

|                       |           |  |
| Kehr 77’ Baumanns 82’ | Marcatori |  |

| Arbitro: | Brückner |

|                    |           |  |
| Rehbach 40’ (rig.) | Marcatori |  |

| Arbitro: | Herrmann |

|  |           |              |
|  | Marcatori | 90’ Gelsdorf |

| Arbitro: | Lüling |

|            |           |           |
| Hermann 6’ | Marcatori | 22’ Klose |

| Arbitro: | Eschweiler |

|               |           |          |
| Kentschke 36’ | Marcatori | 67’ Goll |

| Arbitro: | Richter |

|                          |           |                    |
| Brücken 8’, 59’ Busk 65’ | Marcatori | 71’ (rig.) Rehbach |

| Arbitro: | Zittrich |

|               |           |          |
| Kentschke 26’ | Marcatori | 42’ Skov |

| Arbitro: | Pauly |

|                               |           |                                         |
| Fuchs 48’ (rig.) Grünther 67’ | Marcatori | 1’ (aut.) Loos 25’ Scheinert 58’ Herzog |

| Arbitro: | Milkert |

|                          |           |                           |
| Hermann 21’ Schonert 35’ | Marcatori | 58’ Pagelsdorf 84’ Vesely |

| Arbitro: | Hennig |

|                      |           |             |
| Hammes 19’, 24’, 54’ | Marcatori | 50’ Hermann |

| Arbitro: | Risse |

|                        |           |                       |
| Herzog 45’ Hermann 53’ | Marcatori | 12’ Funkel 68’ Hansel |

| Arbitro: | Horstmann |

|             |           |                                         |
| Bittner 44’ | Marcatori | 75’ Gelsdorf 81’ Schonert 88’ Scheinert |

| Arbitro: | Schütte |

|             |           |          |
| Hermann 39’ | Marcatori | 55’ Rnic |

| Arbitro: | Lutz |

|            |           |  |
| Racine 70’ | Marcatori |  |

| Leverkusen 26 novembre 1976 17ª giornata | Bayer Leverkusen | 0 – 0 referto | Wuppertal | Kleines-Haberland-Stadion (4 200 spett.)\| Arbitro: \| Zittrich \| |
| Arbitro:                                 | Zittrich         |               |           |                                                                    |

| Arbitro: | Horeis |

|                            |           |                        |
| Klinge 58’ Plaggemeyer 60’ | Marcatori | 12’, 39’, 50’ Schonert |

| Arbitro: | Bartnick |

|                   |           |                         |
| Gelsdorf 57’, 81’ | Marcatori | 52’ Deterding 59’ Thier |

#### Girone di ritorno
| Arbitro: | Reichmann |

|                        |           |            |
| Herzog 25’ Rehbach 67’ | Marcatori | 74’ Schock |

| Arbitro: | Fork |

|              |           |  |
| Fritsche 86’ | Marcatori |  |

| Arbitro: | Wichmann |

|             |           |  |
| Schonert 2’ | Marcatori |  |

| Arbitro: | Kopka |

|              |           |  |
| Sackewitz 1’ | Marcatori |  |

| Arbitro: | Brückner |

|                      |           |                      |
| Eickerling 6’ (rig.) | Marcatori | 36’ Taube 80’ Wallek |

| Arbitro: | Sommershoff |

|                                     |           |               |
| Mrosko 8’, 59’ Klose 13’ Krüger 36’ | Marcatori | 67’ Scheinert |

| Arbitro: | Burgers |

|                                         |           |                   |
| Linßen 19’ Klimke 62’ (aut.) Müller 84’ | Marcatori | 21’, 82’ Schonert |

| Arbitro: | Winkler |

|              |           |          |
| Elfering 64’ | Marcatori | 23’ Busk |

| Arbitro: | Hanschke |

|                           |           |  |
| Frosch 9’ Gerber 37’, 73’ | Marcatori |  |

| Arbitro: | Herrmann |

|                           |           |           |
| Rieländer 43’ Hermann 46’ | Marcatori | 28’ Graul |

| Arbitro: | Niemann |

|                                                                 |           |              |
| Lüttges 24’ Pagelsdorf 40’ Dahl 50’, 79’ Wunder 58’, 63’ (rig.) | Marcatori | 86’ Schonert |

| Leverkusen 27 marzo 1977 31ª giornata | Bayer Leverkusen | 0 – 0 referto | Wattenscheid 09 | Kleines-Haberland-Stadion (1 400 spett.)\| Arbitro: \| Pauly \| |
| Arbitro:                              | Pauly            |               |                 |                                                                 |

| Arbitro: | Halfter |

|                       |           |                             |
| Mostert 27’ Wloka 48’ | Marcatori | 5’ Herzog 23’, 84’ Tenbrink |

| Arbitro: | Hennig |

|                         |           |            |
| Hermann 21’ Ziegler 67’ | Marcatori | 6’ Flüshöh |

| Arbitro: | Wichmann |

|                  |           |                                                 |
| Höfer 25’ (rig.) | Marcatori | 11’ Herzog 79’, 89’ Schonert 82’ (rig.) Rehbach |

| Arbitro: | Niemann |

|                                        |           |  |
| Schonert 6’, 62’, 89’, 90’ Gelsdorf 8’ | Marcatori |  |

| Arbitro: | Risse |

|                               |           |                                                        |
| Budde 19’ Redder 20’ Götz 59’ | Marcatori | 8’ Elfering 53’ Schonert 55’ Herzog 88’ (rig.) Rehbach |

| Arbitro: | Hilker |

|                                                   |           |  |
| Rehbach 23’ Schonert 59’ Ziegler 67’ Elfering 89’ | Marcatori |  |

| Arbitro: | Reichmann |

|                  |           |  |
| Surau 68’ (rig.) | Marcatori |  |

### Coppa di Germania
| Arbitro: | Reichmann |

|                                                    |           |  |
| Eickerling 12’ Hermann 50’ Herzog 55’ Gelsdorf 68’ | Marcatori |  |

| Arbitro: | Linn |

|                                       |           |          |
| Herzog 78’ Surbach 114’ Schonert 118’ | Marcatori | 64’ Skov |

| Arbitro: | Gabor |

|                                   |           |  |
| Röber 49’ Görts 65’ Meininger 76’ | Marcatori |  |

## Statistiche

### Statistiche di squadra
| Competizione      | Punti | In casa | In casa | In casa | In casa | In casa | In casa | In trasferta | In trasferta | In trasferta | In trasferta | In trasferta | In trasferta | Totale | Totale | Totale | Totale | Totale | Totale | DR |
| Competizione      | Punti | G       | V       | N       | P       | Gf      | Gs      | G            | V            | N            | P            | Gf           | Gs           | G      | V      | N      | P      | Gf     | Gs     | DR |
| ----------------- | ----- | ------- | ------- | ------- | ------- | ------- | ------- | ------------ | ------------ | ------------ | ------------ | ------------ | ------------ | ------ | ------ | ------ | ------ | ------ | ------ | -- |
| 2. Bundesliga     | 40    | 19      | 7       | 11      | 1       | 31      | 18      | 19           | 7            | 1            | 11           | 28           | 40           | 38     | 14     | 12     | 12     | 59     | 58     | +1 |
| Coppa di Germania | -     | 2       | 2       | 0       | 0       | 7       | 1       | 1            | 0            | 0            | 1            | 0            | 3            | 3      | 2      | 0      | 1      | 7      | 4      | +3 |
| Totale            | 40    | 21      | 9       | 11      | 1       | 38      | 19      | 20           | 7            | 1            | 12           | 28           | 43           | 41     | 16     | 12     | 13     | 66     | 62     | +4 |

### Andamento in campionato
| Giornata  | 1 | 2 | 3  | 4  | 5 | 6 | 7 | 8  | 9  | 10 | 11 | 12 | 13 | 14 | 15 | 16 | 17 | 18 | 19 | 20 | 21 | 22 | 23 | 24 | 25 | 26 | 27 | 28 | 29 | 30 | 31 | 32 | 33 | 34 | 35 | 36 | 37 | 38 |
| --------- | - | - | -- | -- | - | - | - | -- | -- | -- | -- | -- | -- | -- | -- | -- | -- | -- | -- | -- | -- | -- | -- | -- | -- | -- | -- | -- | -- | -- | -- | -- | -- | -- | -- | -- | -- | -- |
| Luogo     | T | C | T  | C  | T | C | C | T  | C  | T  | C  | T  | C  | T  | C  | T  | C  | T  | C  | C  | T  | C  | T  | C  | T  | T  | C  | T  | C  | T  | C  | T  | C  | T  | C  | T  | C  | T  |
| Risultato | N | N | P  | V  | V | N | N | P  | N  | V  | N  | P  | N  | V  | N  | P  | N  | V  | N  | V  | P  | V  | P  | P  | P  | P  | N  | P  | V  | P  | N  | V  | V  | V  | V  | V  | V  | P  |
| Posizione | 9 | 9 | 16 | 14 | 9 | 9 | 9 | 13 | 13 | 11 | 10 | 12 | 13 | 11 | 11 | 13 | 12 | 11 | 11 | 11 | 11 | 9  | 10 | 13 | 13 | 15 | 14 | 15 | 14 | 15 | 15 | 15 | 14 | 13 | 12 | 12 | 10 | 10 |

Legenda:

Luogo: C = Casa; T = Trasferta. Risultato: V = Vittoria; N = Pareggio; P = Sconfitta.

### Statistiche dei giocatori
| Giocatore     | 2. Bundesliga | 2. Bundesliga | 2. Bundesliga | 2. Bundesliga | Coppa di Germania | Coppa di Germania | Coppa di Germania | Coppa di Germania | Totale   | Totale | Totale      | Totale     |
| Giocatore     | Presenze      | Reti          | Ammonizioni   | Espulsioni    | Presenze          | Reti              | Ammonizioni       | Espulsioni        | Presenze | Reti   | Ammonizioni | Espulsioni |
| ------------- | ------------- | ------------- | ------------- | ------------- | ----------------- | ----------------- | ----------------- | ----------------- | -------- | ------ | ----------- | ---------- |
| F. Bockholt   | 23            | 0             | 0             | 0             | 3                 | 0                 | 0                 | 0                 | 26       | 0      | 0           | 0          |
| M. Eickerling | 26            | 1             | 3             | 0             | 3                 | 1                 | 2                 | 0                 | 29       | 2      | 5           | 0          |
| B. Elfering   | 5             | 3             | 0             | 0             | 0                 | 0                 | 0                 | 0                 | 5        | 3      | 0           | 0          |
| J. Gelsdorf   | 33            | 5             | 9             | 2             | 3                 | 1                 | 2                 | 0                 | 36       | 6      | 11          | 2          |
| P. Hermann    | 38            | 9             | 1             | 0             | 3                 | 1                 | 0                 | 0                 | 41       | 10     | 1           | 0          |
| D. Herzog     | 38            | 6             | 4             | 0             | 3                 | 2                 | 1                 | 0                 | 41       | 8      | 5           | 0          |
| G. Kentschke  | 13            | 2             | 0             | 0             | 1                 | 0                 | 0                 | 0                 | 14       | 2      | 0           | 0          |
| P. Klimke     | 33            | 0             | 4             | 0             | 3                 | 0                 | 0                 | 0                 | 36       | 0      | 4           | 0          |
| H. Makel      | 16            | 0             | 0             | 0             | 0                 | 0                 | 0                 | 0                 | 16       | 0      | 0           | 0          |
| H. Marx       | 15            | 0             | 2             | 0             | 1                 | 0                 | 0                 | 0                 | 16       | 0      | 2           | 0          |
| W. Posner     | 38            | 0             | 6             | 0             | 3                 | 0                 | 0                 | 0                 | 41       | 0      | 6           | 0          |
| W. Quasten    | 12            | 0             | 1             | 0             | 2                 | 0                 | 0                 | 0                 | 14       | 0      | 1           | 0          |
| W. Rehbach    | 26            | 7             | 1             | 1             | 1                 | 0                 | 0                 | 0                 | 27       | 7      | 1           | 1          |
| T. Rieländer  | 15            | 1             | 1             | 0             | 2                 | 0                 | 0                 | 0                 | 17       | 1      | 1           | 0          |
| H. Scheinert  | 35            | 3             | 4             | 0             | 2                 | 0                 | 1                 | 0                 | 37       | 3      | 5           | 0          |
| F. Schonert   | 27            | 17            | 4             | 0             | 2                 | 1                 | 1                 | 0                 | 29       | 18     | 5           | 0          |
| P. Surbach    | 21            | 0             | 3             | 0             | 3                 | 1                 | 0                 | 0                 | 24       | 1      | 3           | 0          |
| H. Tenbrink   | 16            | 2             | 1             | 0             | 1                 | 0                 | 0                 | 0                 | 17       | 2      | 1           | 0          |
| N. Ziegler    | 38            | 2             | 4             | 0             | 2                 | 0                 | 1                 | 0                 | 40       | 2      | 5           | 0          |